# Liste der Baudenkmale in Poppendorf (Mecklenburg)
In der Liste der Baudenkmale in Poppendorf sind alle Baudenkmale der Gemeinde Poppendorf im Landkreis Rostock und ihrer Ortsteile aufgelistet (Stand 10. Februar 2021).

## Poppendorf
| ID  | Lage                                         | Bezeichnung                                            | Beschreibung | Bild                                                   |
| --- | -------------------------------------------- | ------------------------------------------------------ | --- | ------------------------------------------------------ |
| 585 | Dorfstraße 15 (Karte)                        | Wohnhaus mit ehem. Schmiede                            | |                                                        |
| 586 | Dorfstraße (bei Nr. 15) (Neubau '13) (Karte) | Brücke                                                 | |                                                        |
| 587 | Dorfstraße 41, 39/40, 32 (Karte)             | Gutsanlage mit Gutshaus und Park, Pferdestall und Silo | Klassizistisches, 1-gesch., 9-achs., sanierter Putzbau vom Anf. des 19. Jh. mit Mansarddach und großem 2-gesch. Mittelrisalit. | Gutsanlage mit Gutshaus und Park, Pferdestall und Silo |

## Quelle
Denkmalliste des Landkreises Rostock A ‐ Z (Stand: 10. Februar 2021; PDF, 497 KB)